# مارک-آندره هملین
مارک-آندره هَـملین (انگلیسی: Marc-André Hamelin؛ زادهٔ ۵ سپتامبر ۱۹۶۱) یک نوازنده پیانو، موسیقی‌دان و آهنگ‌ساز اهل کانادا است.
مارک-آندره هَـملین نواختن پیانو را از سن ۵ سالگی آغاز کرده و دانش‌آموختهٔ دانشگاه تمپل است. وی بابت خلاقیت و مهارت تکنیکی در نوازندگی پیانو شهرت بین‌المللی دارد و تا کنون ۱۱ مرتبه نامزد دریافت جایزه گرمی بوده‌است.